# Šćit (planina)
Šćit (ili Štit) je planina u Bosni i Hercegovini. Nalazi se sjeverozapadno od Fojnice.
Pruža se u pravcu sjeverozapad - jugoistok. Prostire se na području općina Novog Travnika i Fojnice. Na sjeveru prelazi u Krušćicu. Vodotoci od ispod vrha teku ka jugoistoku pored sela Klisure i Turkovića.

Najviši vrh se nalazi na 1781 metara nadmorske visine. Pretežno je građena od gabra, škriljevaca i vapnenaca paleozojske starosti. Južnim podnožjem protiče Fojnička rijeka, pritoka Bosne.